# Gnophomyia nycteris
Gnophomyia nycteris är en tvåvingeart som beskrevs av Alexander 1924. Gnophomyia nycteris ingår i släktet Gnophomyia och familjen småharkrankar. Inga underarter finns listade i Catalogue of Life.